# Associazione Sportiva Melfi 2010-2011
Questa pagina raccoglie le informazioni riguardanti l'Associazione Sportiva Melfi nelle competizioni ufficiali della stagione 2010-2011.

## Rosa
| N. |                    | Ruolo | Calciatore         |
| -- | ------------------ | ----- | ------------------ |
|    | Malta (bandiera)   | D     | Andrei Agius       |
|    | Italia (bandiera)  | P     | Emanuele Ameltonis |
|    | Italia (bandiera)  | A     | Roberto Chiaria    |
|    | Italia (bandiera)  | D     | Sergio Contessa    |
|    | Italia (bandiera)  | P     | Luigi Della Luna   |
|    | Francia (bandiera) | C     | Dahane El Harchi   |
|    | Italia (bandiera)  | C     | William Finelli    |
|    | Italia (bandiera)  | A     | Matteo Guazzo      |
|    | Italia (bandiera)  | D     | Matteo Guidi       |
|    | Italia (bandiera)  | C     | Tullio Maio        |
|    | Italia (bandiera)  | C     | Raffaele Maiorano  |
|    | Italia (bandiera)  | C     | Vincenzo Maisto    |
|    | Italia (bandiera)  | C     | Andrea Manco       |
|    | Italia (bandiera)  | C     | Fabio Mangiacasale |
|    | Italia (bandiera)  | D     | Daniele Marino     |

| N. |                   | Ruolo | Calciatore         |
| -- | ----------------- | ----- | ------------------ |
|    | Italia (bandiera) | C     | Marco Milella      |
|    | Italia (bandiera) | C     | Damiano Mitra      |
|    | Italia (bandiera) | D     | Pasquale Naglieri  |
|    | Italia (bandiera) | D     | Vincenzo Pastore   |
|    | Italia (bandiera) | A     | Saverio Pellecchia |
|    | Italia (bandiera) | P     | Andrea Pozzato     |
|    | Italia (bandiera) | C     | Giorgio Russo      |
|    | Italia (bandiera) | A     | Angelo Scalzone    |
|    | Italia (bandiera) | C     | Fabio Scarsella    |
|    | Italia (bandiera) | D     | Pietro Sicignano   |
|    | Italia (bandiera) | A     | Stefano Spagna     |
|    | Italia (bandiera) | C     | Antonio Vanacore   |
|    | Italia (bandiera) | A     | Marco Vianello     |
|    | Italia (bandiera) | D     | Fabio Vignati      |
|    | Italia (bandiera) | C     | Luigi Viola        |